# Sphodroxia maroccana
Sphodroxia maroccana är en skalbaggsart som beskrevs av Augustin Ley 1923. Sphodroxia maroccana ingår i släktet Sphodroxia och familjen Melolonthidae. Inga underarter finns listade i Catalogue of Life.